# Dorothy Adams
Dorothy Adams (Hannah, 8 gennaio 1900 – Woodland Hills, 16 marzo 1988) è stata un'attrice statunitense.

## Biografia
Nel 1921 sposò Byron Foulger, con il quale visse fino alla morte di lui, avvenuta nel 1970. L'attrice Rachel Ames è loro figlia.

## Filmografia parziale

### Cinema
- Donne (The Women), regia di George Cukor (1939)
- Ninotchka, regia di Ernst Lubitsch (1939)
- L'ammaliatrice (The Flame of New Orleans), regia di René Clair (1941)
- Con mia moglie è un'altra cosa (Affectionately Yours), regia di Lloyd Bacon (1941)
- Il grande tormento (The Shepherd of the Hills), regia di Henry Hathaway (1941)
- Accadde una sera (Bedtime Story), regia di Alexander Hall (1941)
- Sorelle in armi (So Proudly We Hail!), regia di Mark Sandrich (1943)
- Vertigine (Laura), regia di Otto Preminger (1944)
- A Boy and His Dog, regia di LeRoy Prinz (1946)
- The Inner Circle, regia di Philip Ford (1946)
- I migliori anni della nostra vita (The Best Years of Our Lives), regia di William Wyler (1946)
- Questo è il mio uomo (That's My Man), regia di Frank Borzage (1947)
- Filibustieri in gonnella (The Sainted Sisters), regia di William D. Russell (1948)
- Non abbandonarmi (Not Wanted), regia di Elmer Clifton (1949)
- Il ponte dei senza paura (The Cariboo Trail), regia di Edwin L. Marin (1950)
- La prima legione (The First Legion), regia di Douglas Sirk (1951)
- Il passo di Forte Osage (Fort Osage), regia di Lesley Selander (1952)
- Gli occhi che non sorrisero (Carrie), regia di William Wyler (1952)
- Il figliuol prodigo (The Prodigal), regia di Richard Thorpe (1955)
- I dieci comandamenti (The Ten Commandments), regia di Cecil B. DeMille (1956)
- Rapina a mano armata (The Killing), regia di Stanley Kubrick (1956)
- Ricatto a tre giurati (Three for Jamie Dawn), regia di Thomas Carr (1956)
- Johnny Concho, regia di Don McGuire (1956)
- Quegli anni selvaggi (These Wilder Years), regia di Roy Rowland (1956)
- Quel treno per Yuma (3:10 to Yuma), regia di Delmer Daves (1957)
- Il grande paese (The Big Country), regia di William Wyler (1958)
- Il carissimo Billy (Leave It to Beaver) (1960) - TV
- Dalla terrazza (From the Terrace), regia di Mark Robson (1960)
- Una valigia piena di dollari (Peeper), regia di Peter Hyams (1975)

### Televisione
- Topper – serie TV, episodio 1x18 (1954)
- The Star and the Story – serie TV, episodio 1x20 (1955)
- Climax! – serie TV, episodio 2x22 (1956)
- Crossroads – serie TV, episodio 1x36 (1956)
- General Electric Theater – serie TV, episodi 4x38-5x19 (1956-1957)
- Panico (Panic!) – serie TV, episodio 1x16 (1957)
- Lo sceriffo indiano (Law of the Plainsman) – serie TV, episodio 1x04 (1959)
- Whispering Smith – serie TV, episodio 1x16 (1961)
- La grande avventura (The Great Adventure) – serie TV, episodio 1x05 (1963)